# Поклонаја гора
Поклонаја гора (рус. Покло́нная гора́) јесте један од рејона града Москве, у чију административну поделу спада од 1936. Ту се налази Парк победе посвећен совјетској победи у Великом отаџбинском рату. Такође, на Поклоној гори се налази и једна од тачака с највишом надморском висином у Москви (171,5 м).
Ово брдо је кроз историју одувек имало стратешку важност, будући да је са њега пуцао најбољи видокруг на Москву. Име Поклонаја гора потиче од обичаја да би се на овом месту свако поклонио у знак поште, долазећи пред Москву.

## Парк победе
Совјетске су власти 1960-их одредиле да се ово место преуреди у музеј на отвореном посвећен руској победи над Наполеоном. Славолук победе, оригинално саграђен 1814, премештен је у Парк победе 1968. године. Међу осталим садржајима који су се налазили у парку, коначно је 1973. године био подигнут и споменик генералу Михаилу Кутузову. Важна саставница Парка победе је и Трг победника на којем је 1990-их изграђен обелиск са богињом победе Ником на врху, а у подножју споменик Светог Георгија који убија аждају. Висина обелиска износи тачно 141.8 метара, односно по 10 сантиметара за сваки дан рата. У раздобљу од 1993. до 1995. године у саставу Парка саграђена је и православна црква, а убрзо након ње и спомен-џамија и синагога посвећена холокаусту.
Председник Владимир Путин је 2005. године, поводом 60. годишњице победе над фашизмом, свечано отворио колонаду од 15 бронзаних стубова, од којих сваки представља главне фронтове и морнарице Црвене армије током рата.

## Ратни музеј
Саставни део Поклонаје горе од 1980-их је и монументални музеј Великог отаџбинског рата. Централна зграда музеја грађена је од 1983. до 1995. године. У Дворани славе налази се 12 рељефа совјетских градова-хероја, а на њеним мермерним зидовима исписано је неколико хиљада имена хероја Совјетског Савеза одликованих током рата. У Дворани сећања налазе се Књиге сећања у којима су исписана имена преко 26 милиона совјетских грађана погинулих током Другог светског рата.

## Галерија
- Црква Светог Георгија
- Спомен-џамија
- Спомен-синагога
- Вечни пламен